# اسکار کالیکس
اسکار کالیکس (اسپانیایی: Oscar Calics‎؛ زادهٔ ۱۸ نوامبر ۱۹۳۹) بازیکن فوتبال اهل آرژانتین بود.
از باشگاه‌هایی که در آن بازی کرده‌است می‌توان به باشگاه فوتبال لانوس، باشگاه ورزشی سن لورنسو آلماگرو، باشگاه فوتبال بانفیلد، و باشگاه فوتبال اتلتیکو ناسیونال اشاره کرد.
وی همچنین در تیم ملی فوتبال آرژانتین بازی کرده‌است.